# 高尾じんぐ
高尾 じんぐ（たかお じんぐ、1983年7月31日 -）は、日本の漫画家。男性。血液型はB型。第5回YGコロシアム・ブロンズ賞受賞。

## 作品リスト

### 連載
- んぐるわ会報（『ヤングガンガン』2008年20号 - 2010年9号）
- オシエシラバス（『ヤングガンガン』2010年24号 - 2013年6号）
- ハコぺけ（『まんがタイムオリジナル』 2011年1月号 - 9月号）
- くーねるまるた（『ビッグコミックスピリッツ』2012年36・37合併号 - 2018年7号）
  - くーねるまるた ぬーぼ（『ビッグコミックスピリッツ』2018年13号 - 連載中）
- BAMBOO BLADE C（原作：土塚理弘、『月刊ビッグガンガン』2013年Vol.06 - 2016年Vol.09）
- 間取りはどれにする？（『月刊コミックゼノン』2018年6月号[2] - 2020年1月号）
- ふらりゲストハウス（『comicブースト』2019年2月1日[3] - 2020年2月21日）
- 土曜日のランチメイト（『ゼノン編集部』2020年8月28日 - 2021年6月25日）
- おひゃくどまいり（『comicブースト』2023年9月8日 - 2025年5月16日）

### 読み切り
- おんステ！（『ヤングガンガン』2007年2号） - じんぐ名義。
- 会長がゆく！（『ヤングガンガン』2007年4号）
- Run.（『増刊ヤングガンガン』Vol.1）
- いただきッ！（『増刊ヤングガンガン』Vol.2）
- んぐるわ会報 号外（『増刊ヤングガンガン』Vol.5、Vol.7、Vol.8、Vol.9）
- 一夏（『増刊ヤングガンガン』Vol.10）
- 『ドラゴンクエストIX 星空の守り人』のアンソロジー寄稿作品（『ドラゴンクエストIX 星空の守り人 4コママンガ劇場』2009年）
- げこうちゅ→（『月刊ビックガンガン』2017年Vol.06）
- ふらりゲストハウス（『月刊バーズ』2017年9月号[4]）
- アンソロジー寄稿作品（『マンガ肉』2018年[5]）

### 書籍
- 『んぐるわ会報』、スクウェア・エニックス〈ヤングガンガンコミックス〉2009年 - 2010年、全4巻
- 『オシエシラバス』、スクウェア・エニックス〈ヤングガンガンコミックス〉2011年 - 2013年、全6巻
- 『くーねるまるた』、小学館〈ビッグスピリッツコミックススペシャル〉2013年 - 2018年、全14巻
  - （廉価版）小学館〈My First BIG〉2022年 - 2023年、全10巻
- 『BAMBOO BLADE C』、原作：土塚理弘、スクウェア・エニックス〈ビッグガンガンコミックス〉2013年 - 2016年、全7巻
- 『くーねるまるた ぬーぼ』、小学館〈ビッグスピリッツコミックススペシャル〉2018年 - 刊行中、既刊17巻（2025年6月30日現在）
- 『間取りはどれにする？』、徳間書店〈ゼノンコミックス〉2019年 - 2020年、全2巻
  1. 2019年3月20日発売[6]、ISBN 978-4-19-980558-5
  2. 2020年1月20日発売[7]、ISBN 978-4-19-980614-8
- 『ふらりゲストハウス』幻冬舎コミックス、2024年5月23日発売[8]、電子書籍のみ
- 『土曜日のランチメイト』、コアミックス〈ゼノンコミックス〉2021年、全2巻
  1. 2021年2月20日発売[9]、ISBN 978-4-86720-236-4
  2. 2021年8月20日発売[10]、ISBN 978-4-86720-254-8
- 『おひゃくどまいり』、幻冬舎コミックス〈バーズコミックス〉2024年 - 、既刊2巻（2025年2月21日現在）
  1. 2024年5月23日発売[11][12]、ISBN 978-4-344-85413-0
  2. 2025年2月21日発売[13]、ISBN 978-4-344-85551-9